# Uwe Lange
Uwe Lange (* 13. Dezember 1954 in Aschersleben) ist ein ehemaliger deutscher Leichtathlet aus der DDR, der insbesondere im Weitsprung erfolgreich war.

## Sportliche Karriere
Uwe Lange startete für den SC Dynamo Berlin. Er gewann bei den DDR-Meisterschaften 1981, 1982 und 1985, den Titel im Weitsprung. 1978 siegte er in der Halle. Seine Bestweite von 8,22 Meter sprang er am 19. Mai 1984 in Dresden.
Lange startete bei 26 Wettkämpfen im Nationaltrikot, darunter zweimal im Weltcup und dreimal im Europacup.
Von Beruf war Uwe Lange Elektroingenieur.